# Cazaux
Cazaux település Franciaországban, Ariège megyében. Lakosainak száma 45 fő (2022. január 1.). Cazaux Aigues-Juntes, Artix, Baulou, Loubens, Montégut-Plantaurel és Saint-Victor-Rouzaud községekkel határos.

## Népesség
A település népessége az elmúlt években az alábbi módon változott:
| Lakosok száma | 53   | 26   | 28   | 45   | 47   | 45   | 39   | 37   | 38   | 45   |
|               | 1968 | 1982 | 1990 | 2006 | 2013 | 2015 | 2017 | 2019 | 2020 | 2022 |